# Sultan Hamza ben Osman Bey
Sultan Hamza ben Osman Bey (també anomenat Hamza Bey) fou un cap turcman dels Aq Qoyunlu de la primera meitat del segle xv, fill del considerat fundador Kara Yülük Osman Bey a la mort del qual, per un acord imposat per un príncep, el va succeir el seu fill Ali Bey.

## Biografia
Aquests acords no van agradar gaire als caps tribals, que pensaven que Ali Bey no tenia prou carisma entre els seus. Sultan Hamza governava Mardin (on l'havia nomenat el seu pare), fou el primer que va manifestar la seva oposició; Hamza era molt estimat entre les tribus i una part important del territori i les tribus es va declarar al seu favor. Llavors Sultan Hamza, amb bones relacions amb els cristians ortodoxos i siríacs, va declarar no reconèixer a Ali Bey i va ocupar Amida (Armènia) ; Ali Bey havia estat reconegut per les tribus de Harput (Kharpurt) i Erzindjan que deien actuar també en nom de les tribus de Mardin, provocant l'esclat obert del conflicte. Hamza va intentar ocupar Ergani, el principal camp militar del principat, amb el que haguera guanyat el control de la major part del territori, però el governador militar i els caps de la zona, que eren timúrides companys d'armes d'Ali Bey, li van restar fidels (Ali Bey havia estat nomenat pel seu príncep) i ho van impedir, entregant tot seguit el camp a Jahangir, el fill d'Ali Bey. El moviment d'Hamza no obstant va aconseguir partir en dos el principat que així ara quedava format per tres parts. Ali Bey va demanar ajut als timúrides i va retornar al seu feu de Kharpurt, però allí va rebre un alter contratemps quan la seva mare Seldjuk Hatun i dos dels seus germans, Mehmet i Mahmut, el van abandonar i es van passar a Hamza; amb el reforçament de l'oposició la disputa es va accentuar i Ali Bey va decidir que per fer acceptar el seu govern, hauria de dominar Amida. Tot seguit es va dirigir a aquella zona.
Sultan Hamza, alarmat, va marxar fora d'Amida per anar a defensar el seu feu original de Mardin, deixant com a governador a Pürnekli, qui, tot seguit, va convidar a Ali Bey a entrar a la ciutat. Una vegada assegurada aquesta, va passar el hivern a la vora de la propera ciutat de Rasu’l-Ayn per continuar pressionant a la regió. La disputa d'Hamza i Ali va comportar una Guerra civil de 20 anys que va donar lloc a anys foscos però va permetre resoldre progressivament les dificultats polítiques que s'havien plantejat abans.
Quan durant la seva vida Osman Bey va adjudicar feus als seus fills i parents d'acord amb el tradicional sistema del “ülüş”, semblava inevitable una divisió feudal dels dominis Aq Qoyunlu. A la mort d'Osman van esdevenir els tumults lògics davant la maca de una autoritat central tradicional; Ali Bey, escollit per la tribu, que havia d'imposar-se als prínceps, va accelerar la divisió. L'oposició de la part central de l'estat amb el príncep de Mardin, Sultan Hamza, al front, que va aconseguir molt de suport, va deixar molt debilitat a Ali. Les tribus principals i més fortes (Pürnek, Musullu, Bektaşlı i Hacılılar) es van posar del costat d'Hamza. A final de 1437 Hamza va derrotar el emir Qara Qoyunlu de Bagdad, Ispan o Isfahan Bey (emir d'Hamadan 1410-1433, de Bagdad 1433-1445 com a vassall timúrida); aquesta victòria d'Hamza va suposar un cop fort pel prestigi d'Ali que es va sumar a la cessió que aquest va fer de Kharpurt als mamelucs que el va desprestigiar davant les tribus.
Tot i la conquesta d'Amida per Sultan Hamza, aquest no fou reconegut com a governant legitim pels Aq Qoyunlu; no sols s'hi oposava el nord, sinó els turcmans de la mateixa Amida, on el líder religiós, el cadi Ahmet, i el cap popular, Haji Yusuf, havien resistit tossudament el setge d'Hamza que finalment va poder entrar a la ciutat amb l'ajut dels cristians, amb gran disgust dels musulmans. El cadi Ahmet i Haji Yusuf foren executats i les tendes saquejades; els elements no musulmans van guanyar influència a la ciutat i això va accentuar l'oposició.
Ali, impotent per imposar-se, va renunciar a la direcció suprema de l'emirat però ni Hamza de Mardin ni els seus nebots Jihangir i Hüseyn, estaven disposat a renunciar a res. La caiguda d'Ali Bey va comportar una Guerra civil de 20 anys que va donar lloc a anys foscos però va permetre resoldre les dificultats polítiques que s'havien plantejat abans. Sultan Hamza assolia ara la major quota de poder.
Sobtadament va morir el seu aliat Malik Aixraf Barsbay (7 de juny); els soldats mamelucs immediatament es va retirar en conèixer la noticia i el nou sultà, el seu jove fill Al-Aziz Yússuf (15 anys) no es va poder imposar i aviat fou enderrocat pel mameluc Adh-Dhàhir Jàqmaq, amb interessos diferents als de Barsbay. La retirada dels mamelucs va provocar que els caps tribals recuperessin les ciutats i regions que havien abandonat. Hamza, al costat d'altres caps, es va fer fort a Amida (Armènia)  on fins l'estiu del 1438 va emetre moneda amb el nom del sultà mameluc Barsbay. Però amb la retirada dels mamelucs li va exigir al seu nebot Jahangir que fes la pregaria del divendres en el seu nom (el d'Hamza) a Erzindjan, i quan Jahangir va rebutjar, Hamza va marxar allí i el va assetjar amb un fort exèrcit que havia reunit. Aquesta vegada els prínceps Jahangir i Huseyn es van dirigir a les tribus i els van fer saber que Hamza havia ofert el país als mamelucs però les seves afirmacions no foren cregudes degut a la desconfiança que inspiraven des de l'afer de la cessió de Kharpert. Però la resistència de Jihangir Bey, Hüseyin (Huseyn) Bey i Hasan Bey amb el suport de les tribus i la població d'Erzindjan va pressionar a Hamza que quan fou atacat per Hasan Bey es va haver de retirar; els fills d'Ali Bey van guanyar una important victòria (juliol de 1438).
Sultà Hamza va quedar satisfet amb els esdeveniments que van portar al definitiu allunyament del poder d'Ali Bey (que havia format l'anomenada aliança d'Erzindjan). Mentre, a Mardin, Yakub Bey va enfortir la seva situació. Yaqub Bey era un membre de l'aliança d'Erzindjan que s'havia dispersat i es va retirar a Kemah (Kemakh) junt amb el seu nebot Hasan Bey, el futur "Padishah" Uzun Hasan. El flanc nord situat en els terrenys d'estiu continuava amb la seva forta oposició contra Hamza que ocupava els terrenys d'hivern. Yaqub Bey, que semblava ser l'home més fort de la regió, amb els suport del seu nebot Hasan Bey (futur padishah Uzun Hasan) va formar una administració de facto. Quan el duo va aconseguir repel·lir els atacs de Jafer Bey que altra vegada va voler provar sort a la regió, aquest es va veure obligat a tornar al territori otomà (primavera del 1440).
Ara, quan el sultà Hamza no havia d'enfrontar-se a l'oposició del nord, es va trobar amb el perill de ser atacat on era més vulnerable al seu propi domini. Va ser com si la regió, on la influència dels timúrides havia desaparegut gairebé per complet i que els otomans (ells mateixos en situació precària) no havien pensat en lluites imminents, hagués de caure en mans dels mamelucs que buscaven la inestabilitat. La debilitat habitual que es veu a l'administració mameluca de Síria va ser un dels elements que va sacsejar l'estabilitat de la regió. A mesura que els turcmans es van convertir en un focus de força important en el joc de poder connectat al Caire, van guanyar el poder en l'etapa política del Pròxim Orient sobre els que el controlaven. Aquesta situació, de manera contrària a l'orientació social de la regió, va crear un moviment artificial de turcmans que també incloïa els otomans. Totes les faccions van entrar a la carrera per aprofitar aquest vent de poder i omplir les veles dels seus vaixells polítics. Els Aq-Qoyunlu, que era un dels dos poders polítics dels turcmans que podien assolir la direcció en la nova situació, van observar tots els esdeveniments que es van produir lluny del seu coneixement i poder.
El 1440 Jahangir fou nomenat pel sultà mameluc com a governador d'Urfa; una vegada establert allí va atacar a Sultan Hamza i el va posar en posició difícil, quan la balança de poder va tornar a girar entre els Aq Qoyunlu. Hamza Bey, que no tenia ganes de veure enemics al seu propi territori, immediatament va expulsar el seu nebot del territori arribant fins a Urfa, de on el volia també foragitar, però no va tenir èxit. Jahangir, va defensar Urfa (on resistirà fins al final). Per establir una connexió entre les terres d'estiu i d'hivern, Jahangir va iniciar un assalt a la regió d'Ergani. Hamza, tement que aquesta política el deixés envoltat, va començar la seva ofensiva a la primavera de 1441. Quan no va poder prendre Urfa amb el seu exèrcit, va dirigir-se cap a una base més feble, Birecik. Jihangir va enviar allí al seu germà Hasan Bey per ajudar el governant de la ciutat, el seu fidel amic Fahrettin; la forta resistència que es va organitzar a Birecik, juntament amb les notícies que venien d'Urfa, va canviar el pla de Hamza: a Urfa les forces Aq Qoyunlu es van passar a Hamza que llavors es va presentar a la zona. Hasan Bey (el futur Uzun Hasan), va arribar en ajut de Jihangir, que havia estat abandonat pels seus servidors; Hasan va derrotar a la avantguarda de Hamza Bey i va evitar la caiguda de Urfa.
Hamza, incapaç d'arribar a un acord amb els seus nebots, va deixar a l'emir de Pürnek i al governador de Savur per seguir la lluita i ell mateix es va dirigir a la part central de les terres del nord, a Erzindjan. Quan Yakub Bey, que no estava preparat i no va rebre ajuda dels seus nebots, va evacuar la ciutat, Hamza, que per primera vegada es trobava en possession de gran part del territori Aq Qoyunlu, hi va entrar i es va proclamar sultà. A la seva tornada va deixar al govern d'Erzincan al seu germà Xeikh Hasan Bey. Es trobava al punt més alt del seu poder (1441).
Jahangir, Huseyn i Hasan no van perdre temps en un contraatac. El 1442 es van dirigir a les terres d'Hamza que van assolar diverses vegades: la rodalia de Mardin va patir grans destruccions; després els objectius foren Ergani i Amida (Armènia) . Però tot i causar a Hamza fortes pèrdues militars i econòmiques, no es va aconseguir cap benefici polític ni territorial. A més Hamza va aconseguir atreure al seu camp a Devlet Xah, un dels lleials amics del seu pare. Jahangir va seguir la lluita, es va traslladar a Kemakh i junt amb el seu oncle Yakub Bey, va intentar recuperar Erzindjan però el hivern ho va fer impossible.
El 1443 Jahangir va atacar Kemah; el seu oncle Hamza va contrarestar el seu moviment atacant i amenaçant a Yaqub Bey. Quan les amenaces de Hamza juntament amb atractives ofertes de cooperació van fer dubtar a Jahangir, aquest sentint-se insegur, va retornar a Urfa
Hamza, la salut de la qual havia estat fluixa durant molt de temps, no es va recuperar després de contraure una malaltia greu a Erzincan i va morir vers l'octubre de 1444. No va deixar un successor per continuar amb la seva reclamació, va semblar que gairebé deu anys interregne continuat des de la mort d'Osman Bey, ara s'acabarien. Sultan Hamza, que va governar una gran part dels territoris dels Aq-Qoyunlu i va ser governador d'Erzincan, Amida i Mardin, no es descriu a les fonts com un amb una personalitat notable. Els escriptors del període pinten un retrat d'ell com un tirà, un enemic de l'islam, un simpatitzant cristià i no amaga que van saber de la seva mort amb gust. No obstant això que segurament és essencialment cert, Hamza, que va governar durant vuit anys durant el període més complicat dels Aq-Qoyunlu, va protegir el territori que va governar a més d'evitar una divisió política a gran escala.